# Abqaiq
Abqaiq (em árabe: بقيق‎; romaniz.: Biqayq) é uma cidade da Arábia Saudita na região Oriental. Está a 103 metros de altitude e de acordo com o censo de 2010, havia 36 207 residentes. Foi fundada em 1940.

## Terrorismo
Em 2006, uma tentativa de ataque com carro bomba da Alcaida contra uma instalação de refino de petróleo foi frustrada.